# Masséot Abaquesne

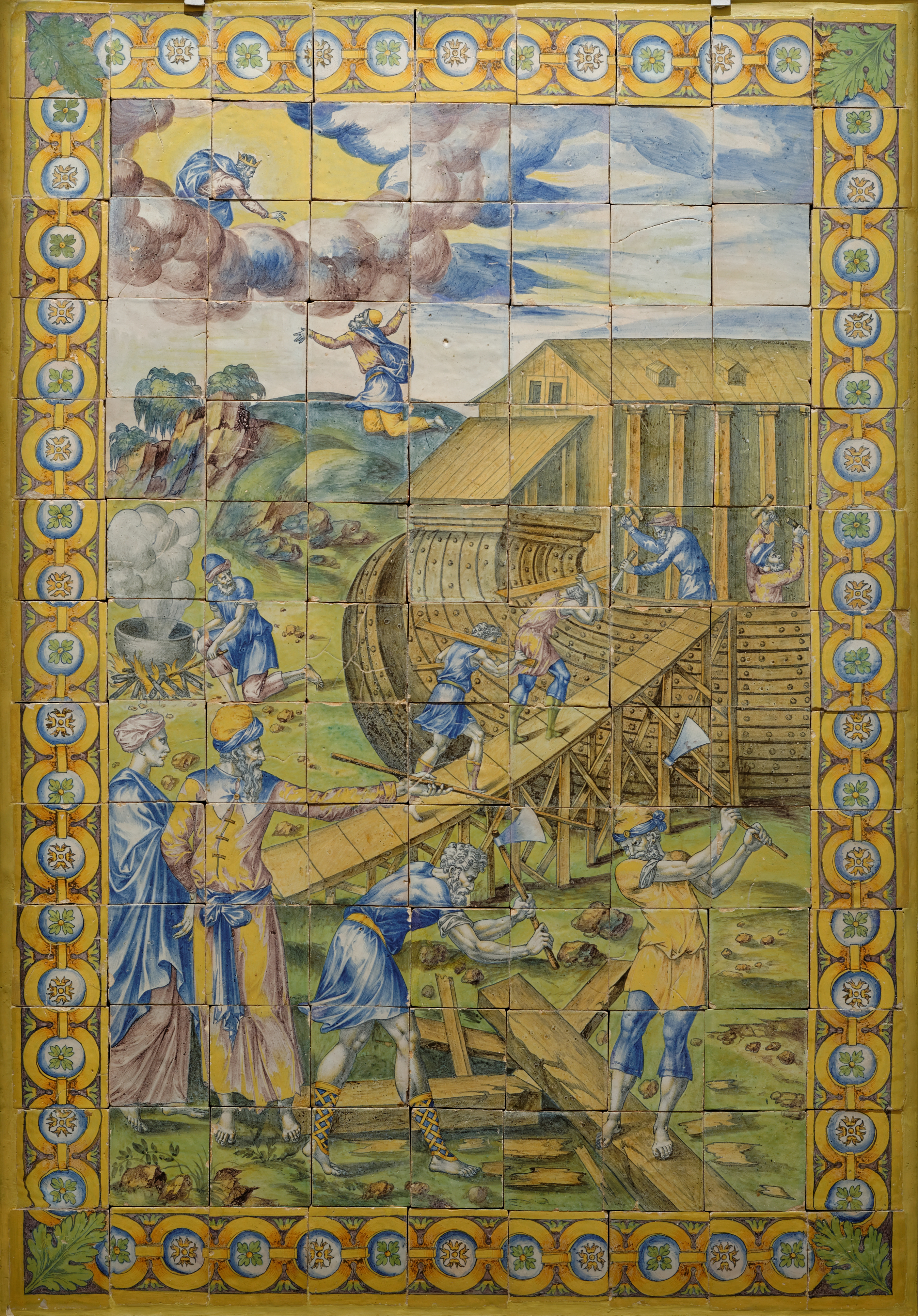
La construction de l'arche de Noé, musée national de la Renaissance d'Écouen.

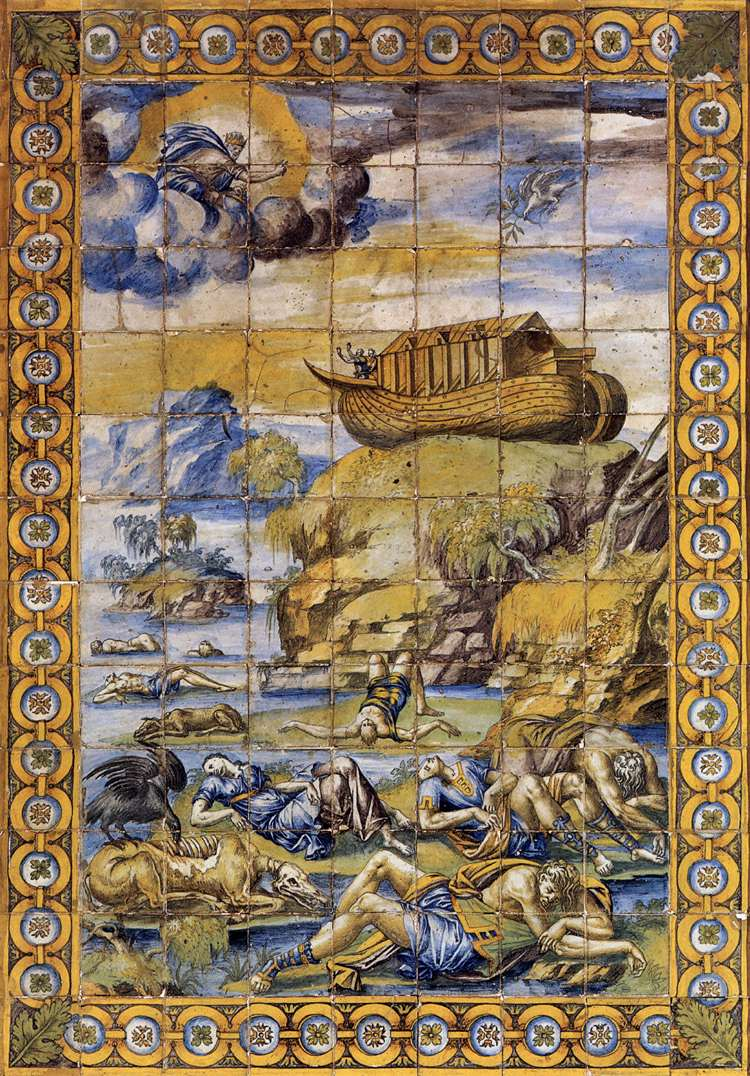
Le Déluge, embarquement sur l'Arche, de Masséot Abaquesne (1550), exposé au musée national de la Renaissance d'Écouen.

Masséot Abaquesne, né vers 1500 à Cherbourget mort en 1564 à Sotteville-lès-Rouen, est un céramiste et faïencier français. Il a notamment travaillé au château d'Écouen et de la Bastie d'Urfé. On peut parfois le retrouver sous le nom de Maclou Abaquesne.

## Biographie
On sait peu de choses des années de formation de Masséot Abaquesne. Son nom apparaît pour la première fois dans un acte notarié rouennais daté d'octobre 1526. Il y est cité comme « emballeur ». On sait qu'il prit part au développement de la manufacture de faïence de Rouen dont il devint directeur. Ses premières œuvres identifiées -  pour le château d'Écouen - datent de 1542 et sont l'expression d'une technique déjà très maîtrisée et d'une connaissance approfondie du répertoire iconographique de la Renaissance italienne. Sa production de faïences proches des majoliques italiennes est l'une des premières apparues en France, 20 ans avant Bernard Palissy.
Son œuvre la plus connue est le pavement exécuté en 1542 pour le château du connétable de France, Anne de Montmorency, à Écouen. Ce pavement d'Écouen est considéré comme un véritable tapis de faïence ; une partie de cette œuvre unique est toujours visible in situ, en très bon état. Le pavement de la chapelle du château de la Bastie d'Urfé est daté de 1557. Il fut réalisé pour Claude d'Urfé, ambassadeur à Rome puis gouverneur des enfants de Henri II. Ce pavement fut dispersé au XIXe siècle au sein de plusieurs collections privées et publiques. Le musée du Louvre expose la partie la plus belle, c'est-à-dire le pavement de la marche de l'autel.
On a trace en mai 1545 d'une commande de 4 152 pots à pharmacie pour un apothicaire rouennais, dont de nombreux éléments nous sont parvenus.
À la mort de son mari vers 1564, sa veuve, Marion Durant, honore une dernière commande connue par un document d'archives.
Il est probable que Masséot Abaquesne, maître de la manufacture de Rouen, n'ait jamais exercé de ses mains le métier de faïencier, mais qu'il ait coordonné une équipe de tourneurs, de mouleurs, de manœuvres et de peintres.

## Œuvres
- Pavements du château d'Écouen ;
- Pavement de la chapelle du château de la Bastie d'Urfé, musée du Louvre, musée de la Céramique de Rouen, musée national de la Renaissance d'Écouen
- Le Déluge, embarquement sur l'Arche, triptyque exposé au château d'Écouen, musée national de la Renaissance ;
- Carreaux de faïence, musée de la Céramique de Rouen
- Pots à pharmacie, musée de la Céramique de Rouen ; deux attributions d'albarelles au musée de Louviers
- Deux panneaux historiés de l'Histoire romaine de Tite-Live : Marcus Curtius et Mucius Scaevola, musée Condé, Chantilly

## Hommages
Le nom de Masséot Abaquesne a été donné à :
- Un jardin de Rouen, attenant à l'hôtel d'Hocqueville : le « Jardin Masséot-Abaquesne » ;
- Une rue du centre de Rouen ;
- Un collège de Boos.